# Simon Goulart
Simon Goulart (Senlis, 20 de outubro de 1543 — Genève, 3 de fevereiro de 1628), também conhecido por Simon Goulard de Senlis, foi um teólogo e humanista, considerado um dos expontes do pensamento teológico do protestantismo francês.

## Biografia
Goulart estudou Direito em Paris. Tendo abraçado a religião reformada, refugiou-se em março de 1566, em Genebra, onde foi recebido como ministro do culto. Em 1570, casou em Genebra com Suzanne Picot, sendo admitido gratuitamente na burguesia de Genebra. Em 1589 era capelão das tropas de Genebra durante a guerra contra os Estados de Saboia.
Em 1595 pregou contra Henri IV da França. Sucedeu a Théodore de Bèze como moderador da Compagnie des pasteurs (Fraternidade dos Pastores), exercendo o cargo de 1607 a 1612.
Em 1602, durante a L'Escalade, era pároco do templo de Saint-Gervais, paróquia localizado na margem direita de Genebra. Tendo exortado os habitantes daquela parte da cidade a darem uma mão aos seus vizinhos do lado oposto, permaneceu na margem direita para apoiar a defesa da cidade através da oração. Em 1603, ele escreveu o relato intitulado Vray discours de la miraculeuse délivrance envoyée de Dieu à la ville de Genève, le 12 jour de décembre 1602 (Verdadeiro discurso da libertação milagrosa enviada por Deus à cidade de Genebra, no dia 12 de dezembro de 1602), um relato do ataque das forças de Saboia contra a cidade de Genebra.
Como humanista, traduziu Plutarco e Xenofonte. Também redigiu as obras históricas Trésor d'histoires admirables et mémorables de notre temps (Genève, 1620) e Mémoires historiques sur la Ligue.
Em 1580 traduziu a História de Portugal (Histoire de Portugal) de Osorius e de Fernão Lopes de Castanheda. A epístola dedicatória a Nicolas Pithou começa assim: «MONSIEUR, acho que aqueles que nos conhecem vão achar estranho e doentio a princípio, que coloquei minha mão nesta história, para comunicá-la à nossa nação: e que tendo sido dedicado por Osorius a um Príncipe, eu lha apresento agora. Quanto a este primeiro ponto, não nego que durante o tempo que passei neste trabalho pude desocupar coisas mais sérias, mais adequadas aos meus estudos, e mais adequadas à minha vocação.» A obra está datada de bourg de Sainct Gervais, no vigésimo dia de outubro MDLXXX. Desde 1571 que vivia na paróquia de Saint- Gervais, em Genebra.
Em 1581, produziu um Comentário alfabético (um índice) do poema La Sepmaine de Guillaume du Bartas que foi publicado numa edição expandida do poeta gascão. Em 1589, com o mesmo editor (Jacques Chouet, de Genebra), publicou novamente este comentário, enriquecido com observações adicionais. Por sua vez, o católico Pantaléon Thévenin também comentou este vasto poeta enciclopédico.
De 1576 a 1597, publicou canções espirituais e salmos de vários compositores para vários impressores de Lyon, Heidelberg e Genebra. As composições são canções seculares cujo texto foi substituído por um texto espiritual mais apto a ser cantado nas casas de oração calvinistas. O principal compositor utilizado foi Roland de Lassus. Nestas composções, Goulart adopta a mesma abordagem que Jean Pasquier, cujas edições o precederam em La Rochelle. Essas edições alteradas são feitas sem a autorização do compositor, pois apesar dos privilégios concedidos a Roland de Lassus pelos reis da França, as mesmas não se aplicavam em Genebra..
Goulart também anotou a obra O Grande Espelho do Mundo (le Grand Miroir du Monde), do poeta protestante Joseph Duchesne, senhor de la Violette (1593). Goulart é também o autor de Imitations chrestiennes. Segundo Olivier Pot, Goulart defendia a existência de uma academia literária protestante.
Simon Goulart é homenageado na toponímia de Genebra, cidade onde uma praça tem o seu nome.

## Obras publicadas
- Les devins ou Commentaire des principales sortes de devinations : Distingué en quinze livres, esquels les ruses & impostures de Satan sont descouvertes, solidement refutees, & separees d'avec les sainctes Propheties & d'avec les predictions Naturelles de Caspar Peucer, traduction de Simon Goulart, Anvers, Hevdrik Connix, 1584. (et Lyon, Barthélemy Honot, 1584)
- Commentaires et annotations sur la Sepmaine, de la creation du monde, de G. Saluste, Seigneur du Bartas, Paris, Abel L'Angelier, 1588. In-12, XII f., I f., table, 432 f. [Arbour 18722]
- Histoire de Portugal contenant les entreprises, navigations et gestes memorables des Portugallois, [... depuis l’an 1496 jusques en l’an 1578, [...] comprinse en 20 livres dont les 12 premiers sont traduits du latin de Jerosme Osorius... les 8 suivans prins de Lopez de Castagne et d'autres historiens. Nouvelement mise en françois par S.G.S. [S. Goulart.]], s.l., François Étienne, 1581.
- Mémoires de l’estat de France sous Henri III. & Henri IIII Rois de France. Comprenans en six Volumes, ou Recueils distincts, Infinies particularités memorables des affaires deLa Ligue, depuis l’an 1576. Jusques à l’an 1598.

## Links
- Obras de Simon Goulart an Post-Reformation Digital Library